# Гречишино
Гречишино — деревня в Смоленском районе Смоленской области России. Входит в состав Корохоткинского сельского поселения. Население — 15 жителей (2007 год). 
Расположена в западной части области в 6 км к востоку от Смоленска, в 2 км южнее автодороги Р134 «Старая Смоленская дорога» Смоленск — Дорогобуж — Вязьма — Зубцов. В 2,5 км юго-западнее деревни расположена железнодорожная станция Волчейка на линии Москва — Минск. 

## История
В годы Великой Отечественной войны деревня была оккупирована гитлеровскими войсками в июле 1941 года, освобождена в сентябре 1943 года. 